# Furt rovně
Furt rovně je druhé album skupiny Mňága a Žďorp vydané v říjnu 1992 (vydavatelství BMG Ariola). Re-edice vyšla v květnu 1996 na Monitoru.

## Obsazení
- Petr Fiala – zpěv, španělka, sbory, sklínky
- Martin Knor – sólovka
- Radek Koutný – doprovodka
- Lukáš Filip – altsaxofon, sbory
- Petr Nekuža – basovka, sbory
- Karel Mikuš – bubny, tamburína, dřívka, zpěv, sbory

## Hosté
- Kateřina Jirčíková – zpěv, sbory
- Marka Míková – zpěv, sbory
- Pavla Slabá – sbory
- Hana Řepová – sbory
- Marcela Holubcová – zpěv, sbory, hvizd
- Zbyněk Tvarůžek – elektrofonické varhany
- Mikoláš Chadima – tenorsaxofon, sbory
- Radek "Bidlo" Odstrčil – foukačka
- Jiří Pejchal – tahačka
- Emil Kopřiva – klavír
- Karel Vlček – trubka
- Jiří "Bobeš" Prokš – zpěv, sbory, řehtačka
- Miroslav Wanek – zpěv
- Václav Košťál – housle
- Herbert Ullrich – sbory

## Seznam písní
1. V tísni
2. Co zbývá mi ještě?!
3. Něgdy
4. Myslím na tebe
5. Definitivně
6. Myslel jsem si, že je to láska
7. (Je to) nemožné
8. Odpoutejte se, plís
9. Jednou budem blít
10. Byl jsem na procházce
11. Statečněji
12. 17 B
13. Nikdy ti neřeknu
14. Když budu mít štěstí